# Bernhard von Pölnitz
Bernhard von Pölnitz, auch Pöllnitz (* 4. Juli 1569 in Schwarzbach; † 5. August 1628 in Goseck) war ein kursächsischer Politiker. Er war Kanzler und Geheimer Rat des Kurfürsten Johann Georg I. von Sachsen in Dresden und Oberhofrichter sowie Besitzer des Schlosses Goseck bei Naumburg (Saale).

## Leben
Er war der Sohn von Hans Bruno von Pölnitz auf Schwarzbach und Neuensorge (1535–1592) und der Barbara Münch aus Münchenbernsdorf. Sein Vater schickte ihn auf die Universität Jena, ab 1586 auf die Universität Helmstedt, ab 1590 auf die Universität Altdorf und ab 1592 wieder nach Jena. Ab 1593 hielt er sich in Köln auf, dann drei Monate in Marburg und trat dann gemeinsam mit Jacob von Grünthal und Georg von Nißmitz eine mehrmonatige Studienreise in die Schweiz, nach Frankreich und Italien an. Anschließend weilte er bis 1596 in Ungarn, bevor er nach Hause zurückkehrte. Ein halbes Jahr nach seiner Rückkehr erfolgte seine Ernennung zum Kammerjunker für die Söhne des Kurfürsten von Sachsen. 1598 wurde er Appellationsrat und reiste in dieser Funktion 1600 zum Kaiser Rudolf II. nach Prag. Unterwegs zerschmetterte ihn ein scheu gewordenes Pferd den rechten Schenkel.
1601 erfolgte seine Ernennung zum kursächsischen Hofrat. Sein jüngerer Bruder Hans Georg wurde kursächsischer Minister. Seine Schwester Amelie war verehelicht mit Jacob von Grünthal, der u. a. mit Besitz in Burkersdorf ausgestattet war.
Bernhard von Pölnitz war dreimal verheiratet. In erster Ehe mit Ursula von Nißmitz (oo 1598 † 1607), Tochter von Georg von Nißmitz auf Nebra und Birkigt. In zweiter Ehe heiratete 1609 Katharina von Hoym aus dem Hause Hoym-Ermsleben († 1620), die Witwe von Franz von Königsmarck, des Besitzers des Schlosses Goseck. Dadurch gelangte er in den Besitz jenes bedeutendes Schlosses, mit dem er und seine Ehefrau erstmals 1609 von der kursächsischen Lehnskanzlei in Dresden belehnt wurden. In seine Zeit fällt der Umbau der Klosterkirche zur Schlosskapelle. Seine dritte Ehe schloss er 1621 mit Amelie von Rauchhaupt, Tochter des Rudolph von Rauchhaupt auf Hohenthurm, Witwe des Christoph von Wiehe auf Burgscheidungen.
Bernhard hatte aus der ersten Ehe zwei Söhne Christian Julius († 1662) und Hans Christoph von Pölnitz († 1680), die die Familientradition fortführten und den umfangreichen Besitz erbten.
Seine Leichenpredigt wurde am 1. September 1628 von dem Pfarrer und Superintendenten zu Freyburg Magister Christoph Dauderstadt gehalten. Am 3. September 1628 wurde er in der Schlosskirche von Goseck beigesetzt. Dort befindet sich auch sein Epitaph.